# Braune Ragwurz
Die Braune Ragwurz (Ophrys fusca) ist eine sehr vielgestaltige Art in der Gattung der Ragwurzen (Ophrys) in der  Familie der Orchideengewächse (Orchidaceae). In der Vergangenheit wurden von dieser Art etwa 50 verschiedene Unterarten (Subspecies) oder Varietäten (Varietas) beschrieben, die heute von wissenschaftlichen Autoren entweder als Art, Unterart oder meist als Synonym betrachtet werden.
Die Chromosomenzahl der Braunen Ragwurz 2n = 36, seltener 72 oder 76.

## Taxonomie
Die Braune Ragwurz wurde im April 1800 von Johann Heinrich Friedrich Link in Journal für die Botanik (Schrader) Band 2 ("1799") Seite 324 als Ophrys fusca erstbeschrieben.
Hier sollen zunächst zwei Unterarten betrachtet werden:

## Ophrys fuscasubsp.fusca

### Beschreibung
Diese mehrjährige krautige Pflanze erreicht Wuchshöhen zwischen 10 und 40 Zentimeter. Der Blütenstand besteht aus zwei bis neun, manchmal aber auch bis zu 14 Blüten. Die Lippe ist dunkelbraun bis schwarzviolett und der schmale Rand ist unbehaart und am Grund findet man Längsfurchen. Sie blüht von Dezember bis Juni.
Die Pflanze bedient sich der Peckhamschen Mimikry und ahmt dabei das Aussehen von Weibchen der Gemeinen Sandbiene (Andrena flavipes) nach, um so Männchen zur Bestäubung anzulocken. Als weitere Bestäuber werden genannt: die Sandbiene (Andrena nigroaenea) und die Frühlings-Seidenbiene (Colletes cunicularius).

### Standort und Verbreitung
Diese Orchidee findet man in lichten Wäldern, Garriguen, Magerrasen und auf ehemaligem Kulturland mit kalkhaltigen Böden bis zu einer maximalen Höhe von 1400 m ü. NN. Das Verbreitungsgebiet erstreckt sich über den Mittelmeerraum.

### Variabilität
Auch diese Unterart ist vielgestaltig. Es gibt verschiedene Blütengrößen, Lippenfärbungen und Blütezeiten. Manche Formen haben auch eine graue Lippe und blühen bis April oder erst ab Mai. Richtig gut getrennt sind die einzelnen Formen voneinander nur wenn sie gemeinsam vorkommen. Sonst ist eine Bestimmung sehr schwierig.

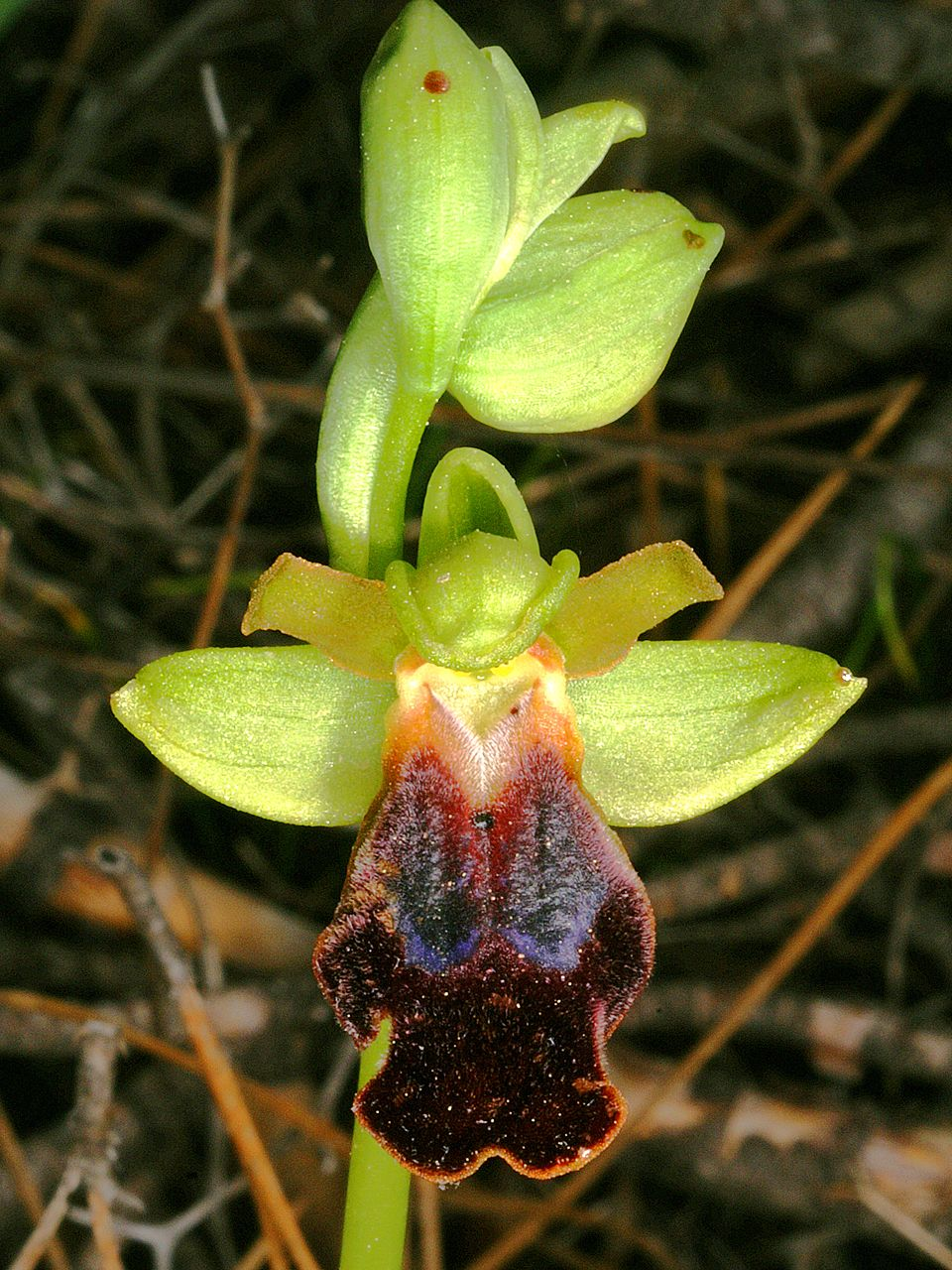
Attaviros-Ragwurz (Ophrys fusca subsp. attaviria)

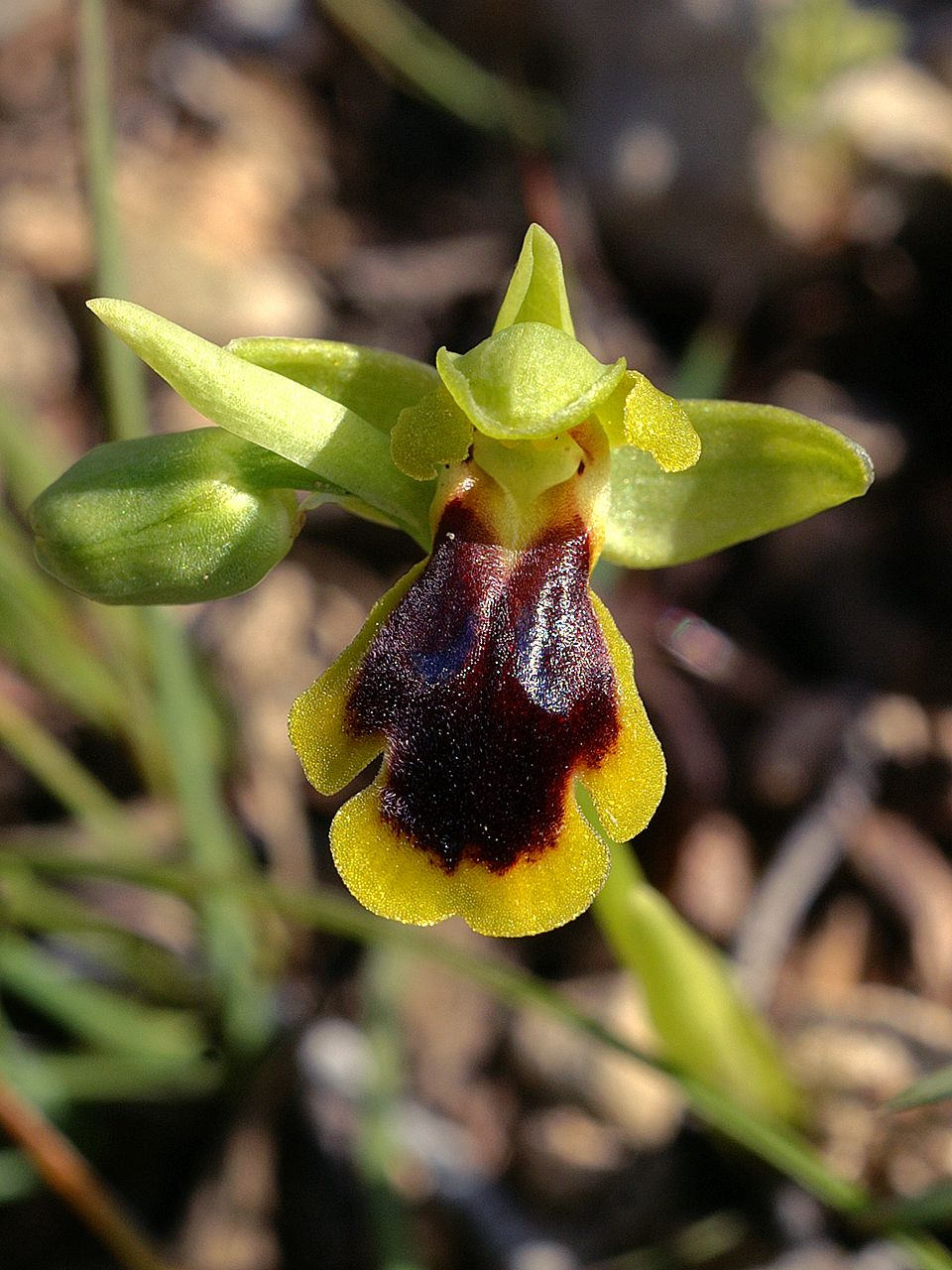
Käfer-Ragwurz (Ophrys fusca subsp. blithoperta)

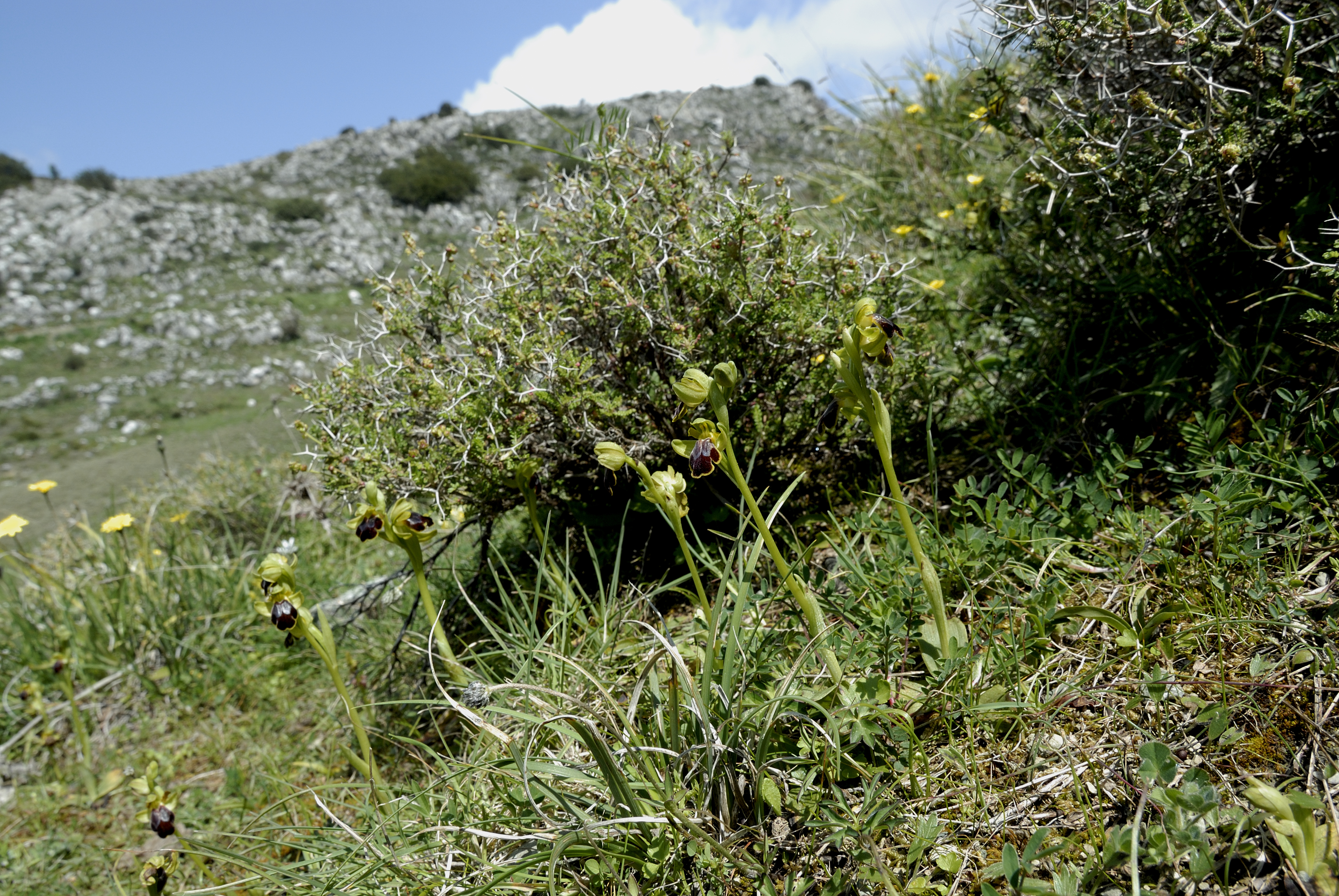
Kleinblütige Braune Ragwurz (Ophrys fusca subsp. cinereophila)

## Ophrys fuscasubsp.vasconica
Diese Unterart wurde 1969 von Othmar Danesch und Edeltraud Danesch in Die Orchidee (Hamburg) Band 20, Teil 5, Seite 258 als Ophrys fusca subsp. vasconica erstbeschrieben. Das Epitheton "vasconica" bedeutet "aus der Gascogne".
Diese Unterart wird teilweise auch als eigenständige Art Ophrys vasconica (O. Danesch & E. Danesch) P. Delforge 1991 angesehen und läuft dann unter dem Trivialnamen  Gascogne-Ragwurz. Sie wird aber auch von manchen Autoren zu Ophrys fusca subsp. fusca gestellt. In POWO wird sie als Synonym von Ophrys × brigittae nothosubsp. brigittae H.Baumann angesehen. Das Epitheton "brigittae" ehrt Frau Brigitte Dorothee Baumann, die Frau von Helmut Baumann.

### Beschreibung
Diese mehrjährige krautige Pflanze erreicht Wuchshöhen zwischen 10 und 20 Zentimeter. Der Blütenstand besteht aus sechs Blüten. Die Lippe erscheint schwarzpurpurn. Das Mal ist normalerweise braun oder purpurn gefärbt, kann aber auch hell marmoriert sein.
Die Chromosomenzahl beträgt 2n = 36.

### Verbreitung
Diese von April bis Mai blühende Unterart findet man im Süden Frankreichs.

## Weitere Unterarten
Nach R. Govaerts werden außer Ophrys fusca subsp. fusca folgende Unterarten anerkannt:
- Käfer-Ragwurz (Ophrys fusca subsp. blitopertha (Paulus & Gack) Faurh. & H.A.Pedersen): Sie kommt von den Inseln der Ägäis bis zur südwestlichen Türkei vor.[5] Als Bestäuber wird Blithoperta lineolata genannt.[4]
- Kleinblütige Braune Ragwurz (Ophrys fusca subsp. cinereophila (Paulus & Gack) Faurh.): Sie kommt vom südlichen Griechenland bis ins nördliche Syrien vor.[5] Als Bestäuber werden Andrena cinereophila und Andrena tomora subsp. parvula genannt.[4]
- Ophrys fusca subsp. durieui (Rchb.f.) Soó: Sie kommt im südlichen Spanien, in Marokko, Algerien und Tunesien vor.[5] Sie wird von manchen Autoren auch als eigenständige Art angesehen: Ophrys atlantica Munby.
- Ophrys fusca subsp. iricolor (Desf.) K.Richt.: Sie kommt im Mittelmeergebiet von Portugal und Algerien bis zur Türkei vor.[5] Sie wird von manchen Autoren als eigenständige Art angesehen: Ophrys iricolor Desf.
- Ophrys fusca subsp. pallida (Raf.) E.G.Camus: Sie kommt im nordwestlichen Sizilien und in Algerien vor.[5] Sie wird von manchen Autoren als eigenständige Art angesehen: Ophrys pallida Raf.

Baumann, Künkele und Lorenz nennen weitere Unterarten: R. Govaerts stellt diese alle zu Ophrys fusca subsp. fusca, mit Ausnahme von Ophrys fusca subsp. obaesa. Letztere rechnet er zu Ophrys fusca subsp. pallida.
- Cyrenaika-Ragwurz (Ophrys fusca subsp. akhadarensis B.Baumann & H.Baumann): Sie kommt in Libyen und in der Cyrenaica vor.[4]
- Attaviros-Ragwurz (Ophrys fusca subsp. attaviria (D.Rückbr., U.Rückbr., Wenker & S.Wenker) Kreutz): Sie kommt auf Rhodos und in der südwestlichen Türkei vor.[4]
- Doppelhalbmond-Ragwurz (Ophrys fusca subsp. bilunulata (Risso) Kreutz): Sie kommt in Nordafrika, auf der Iberischen Halbinsel, auf den Balearen, in Südfrankreich, Italien und in Sizilien vor. Als Bestäuber wurden beobachtet: Andrena flavipes, Andrena florentina und Andrena vulpecula.[4]
- Zypressen-Ragwurz (Ophrys fusca subsp. funerea (Viv.) Arcang.): Sie kommt im westlichen Mittelmeergebiet östlich bis den Ionischen Inseln und Nordwest-Griechenland vor. Als Bestäuber wurden beobachtet: Andrena flavipes, Andrena fabrella und Andrena wilkella.[4]
- Leukas-Ragwurz (Ophrys fusca subsp. leucadica (Renz) H.Kretzschmar): Sie kommt auf den Ionischen Inseln, in Griechenland, in der Ägäis und in der südwestlichen Türkei vor. Als Bestäuber wurden beobachtet: Andrena flavipes und Andrena creberrima.[4]
- Bleifarbene Ragwurz (Ophrys fusca subsp. obaesa (Lojac.) E.G.Camus): Sie kommt in Sizilien und vielleicht auch in Tunesien vor. Als Bestäuber wurde Andrena flavipes beobachtet.[4]
- Phaselis-Ragwurz (Ophrys fusca subsp. phaseliana (D.Rückbr. & U.Rückbr.) Kreutz): Sie kommt in der Ägäis und in der südwestlichen Türkei vor.[4]